# 菅沼定村
菅沼 定村（すがぬま さだむら/さだすえ）は、戦国時代の武将。通称は新八郎。織部正。野田菅沼氏2代。田峯菅沼家の史料ではさだすえ。

## 略歴
菅沼定則の長男として誕生。幼名は竹千代。天文13年（1544年）1月、父の隠居により家督を継ぐ。同年4月、領内に母の菩提寺・能満寺を建立する。
今川氏への忠勤に励んでいた弘治2年（1556年）、奥平貞勝の今川氏離反に本家・田峯菅沼氏も加担。それぞれ、本拠に立て籠もった。自身は離反に加担しなかったが、三右衛門定円・伝一郎定自ら定村に不満を持っていた弟2人が本家に加わった。この造反には、駿府から東三河の諸将へは鎮圧が命じられたため、同年8月4日、貞勝に与する額田郡雨山の阿知波城（雨山砦）へ攻め入った（雨山合戦）。ところが、定村の率いる野田菅沼軍だけが突出。後続の無いままに先立って、戦端を開いてしまう。しかも、防衛側・阿知波五郎兵衛から放たれた矢によって、馬上から下知する定村は左喉から耳を貫かれ、落馬絶命。大将を失った野田勢は、新三左衛門定貴、半五郎定満ら定村の弟2人が立て直そうとしたが、この弟たち2人も討死した。
戒名は翰照院殿慶岩道雲居士。母の能満寺に合葬されると、寺号は道雲寺に改められた(現泉龍院)。戦死の地でもある雨山砦跡にも宝篋印塔の墓碑がある。

## 登場作品
- 『[風は山河より]』（[宮城谷昌光]）